# Skagerrak-Arena
Die Skagerrak-Arena ist ein Fußballstadion in der norwegischen Stadt Skien. Der Fußballverein Odds BK trägt hier seine Heimspiele aus. Die Stadt und Kommune Skien liegt in der südlichen Provinz Telemark. Das Stadion steht im Stadtteil Falkum, dies ist auch der Spitzname der Spielstätte. Die Sportstätte trug bis zu dem Umbau den Namen Odd-Stadion.

## Geschichte
Die Anlage wurde 1923 eröffnet und von 2006 bis 2008 wurde es renoviert und erweitert. Zur Finanzierung eines Teils verkaufte man auch die Namensrechte an den Energiekonzern Skagerak Energi, der schon seit 1995 Hauptsponsor des Vereins ist. Dieser Sponsoringvertrag läuft mindestens bis in das Jahr 2017.
Die Skagerrak-Arena bietet 11.767 Plätze. Es ist das einzige Stadion in Norwegen, in dem Mülltrennung durchgeführt wird. Im alten Odd-Stadion waren es rund 8.600 Zuschauerplätze. Nun besteht die Anlage aus drei neuen, doppelstöckigen Rängen und der alten Haupttribüne. Bei dem Umbau drehte man das Spielfeld um 90 °, sodass die alte Haupttribüne zu einer Hintertortribüne im Norden wurde. Die Sportstätte besitzt eine Kunstrasenspielfläche. Neben dem Fußball finden auch Konzerte in der Arena statt. So war z. B. der britische Sänger Elton John am 20. Juni 2009 in Skien zu Gast.

## Galerie

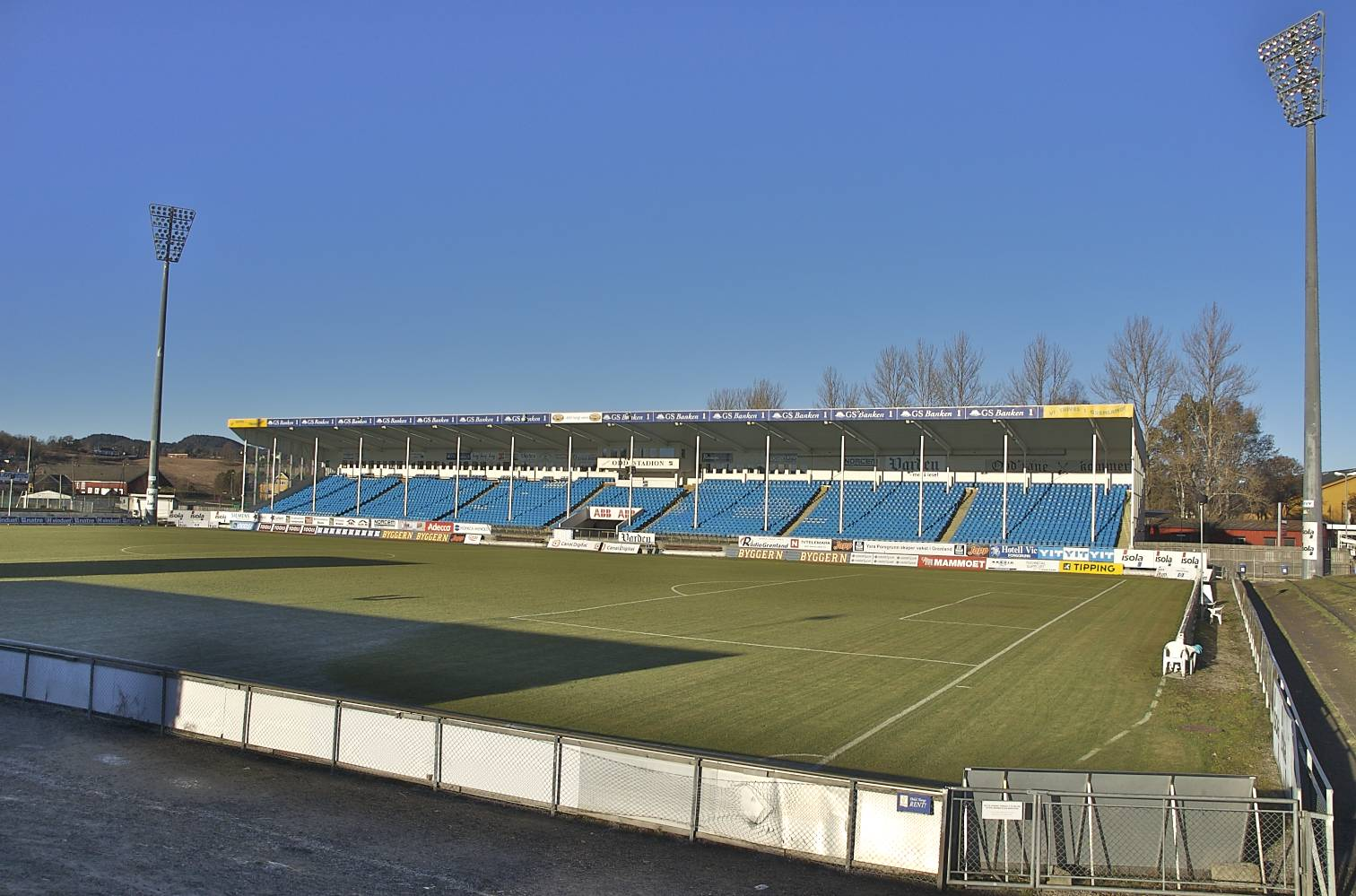
Das damalige Odd-Stadion im Jahr 2006 vor dem Umbau
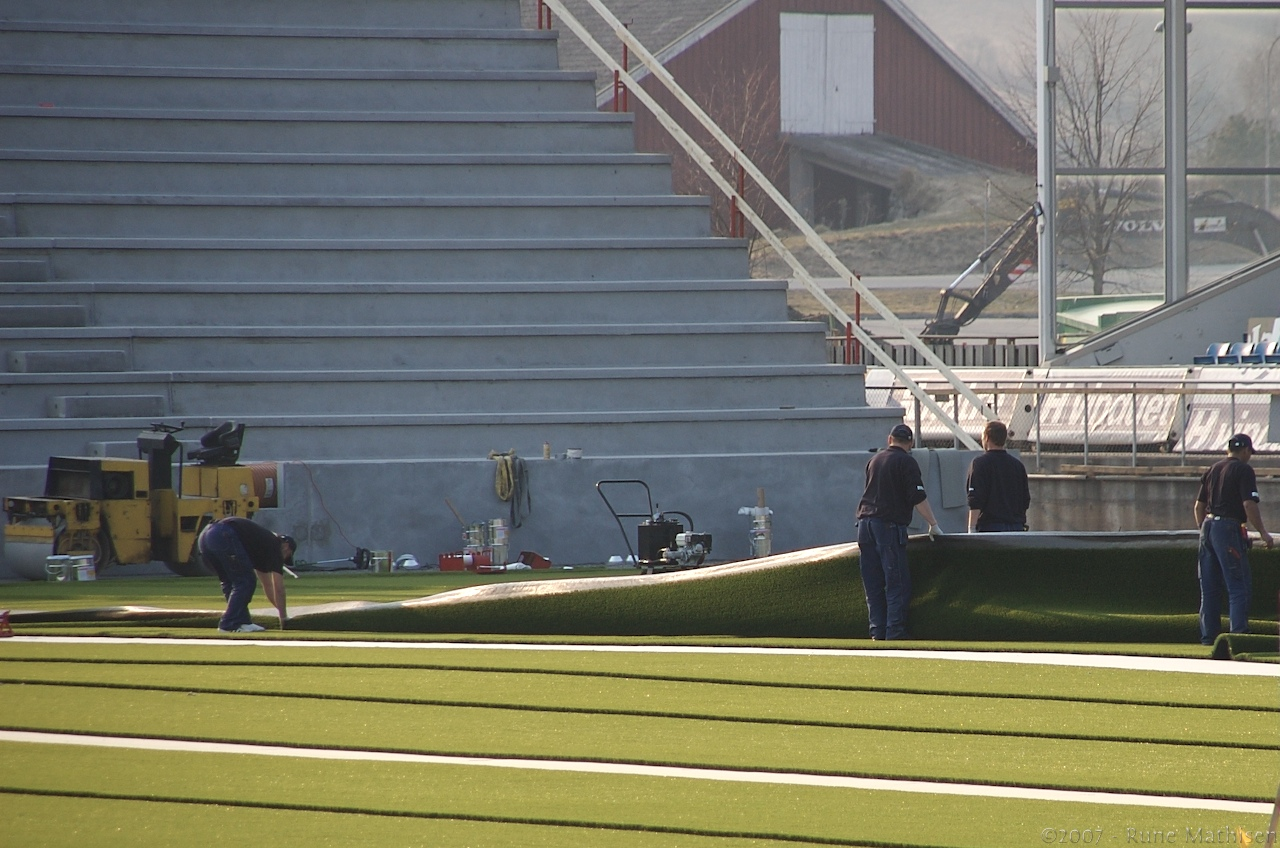
Verlegung des Kunstrasens im März 2007
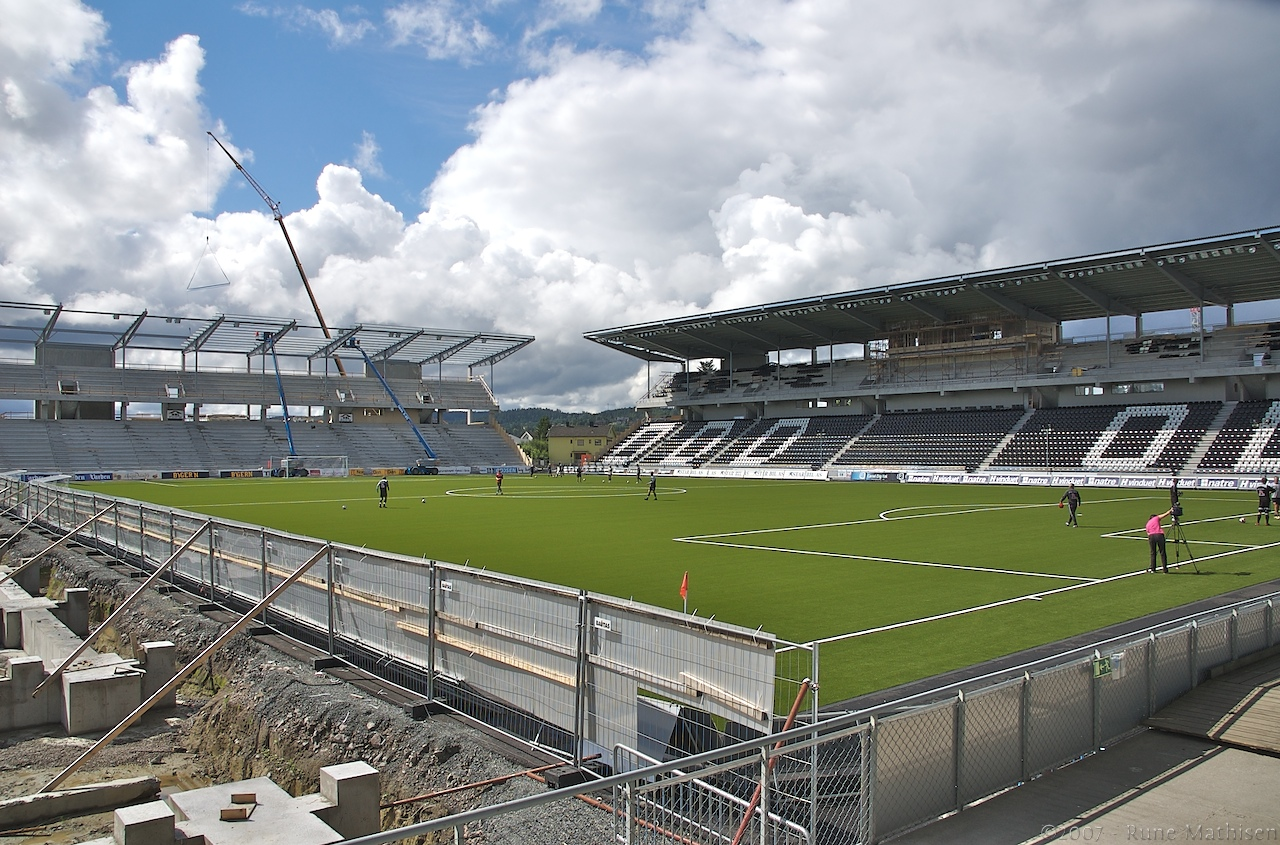
Blick auf die Baustelle im Juli 2007
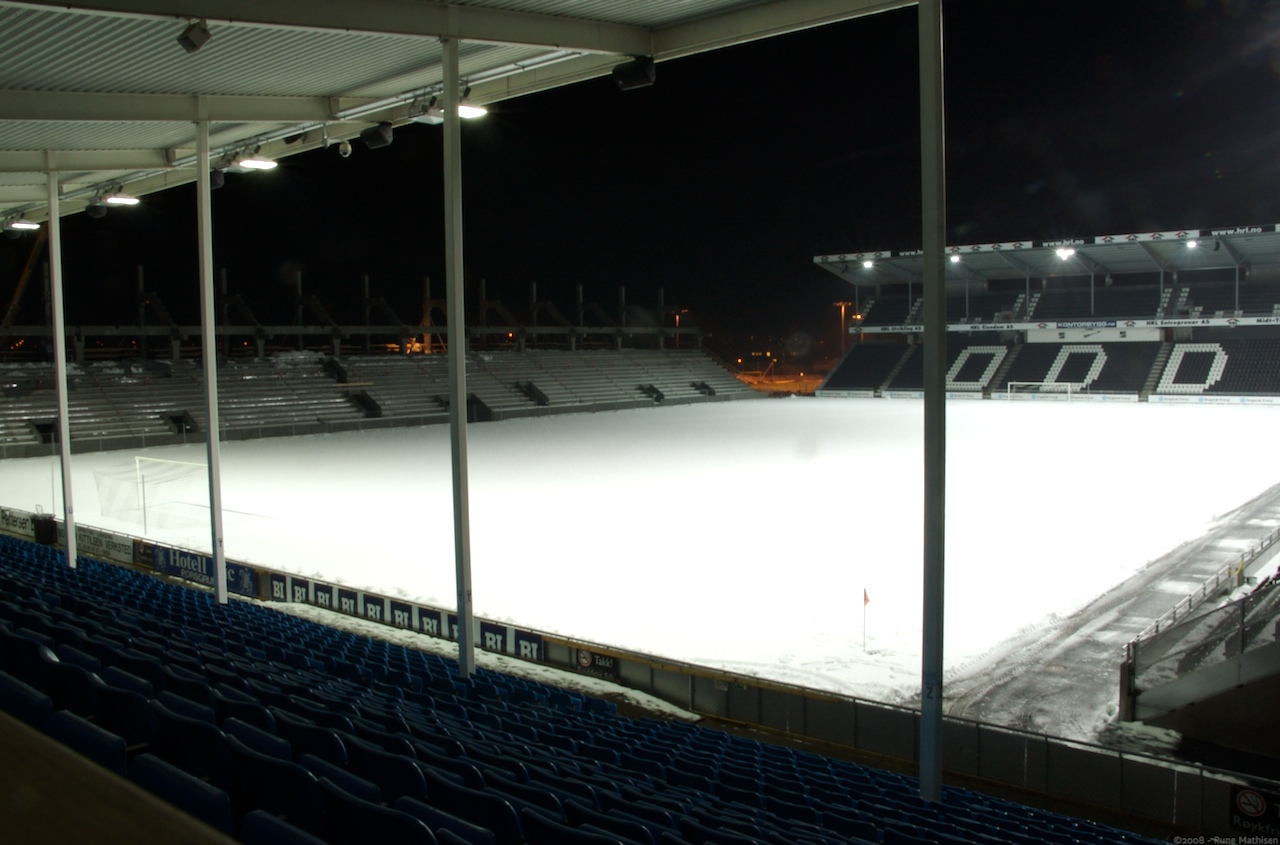
Das schneebedeckte Stadion im Januar 2008